# Dværgværling
Dværgværling (Emberiza pusilla) er en 13 centimeter stor spurvefugl, der yngler i krat langs søbredder og skovmoser fra det nordlige Skandinavien mod øst gennem Rusland til Beringstrædet.
Det er en trækfugl, der overvintrer i Sydasien. Den er derfor en meget sjælden gæst i Danmark, hvor de fleste fund bliver gjort på Christiansø. Arten ligner en lille rørspurv, men adulte fugle har mørkt rødbrun kind og en bred rødbrun stribe langs issen. I alle dragter er den lyse øjenring et godt kendetegn.